# Pepi Bader
Josef Bader, detto Pepi (Grainau, 29 maggio 1941 – Garmisch-Partenkirchen, 30 ottobre 2021), è stato un bobbista tedesco.

## Biografia
Ai X Giochi olimpici invernali (edizione disputatasi nel 1968 a Grenoble, Francia) vinse la medaglia d'argento nel Bob a due con il connazionale Horst Floth partecipando per la nazionale tedesca, dietro quella italiana, superando la formazione rumena.
Il tempo totalizzato fu di 4:42,54 con un distacco minimo rispetto all'italiana (4:41,54) e di poco superiore verso i terzi classificati (4:44,46). Ai XI Giochi olimpici invernali vinse un'altra medaglia d'argento sempre con Horst Floth, con un tempo di 4:58,84
Inoltre ai Campionati mondiali vinse una medaglia d'oro nel 1970, sempre in coppia con Horst Floth. Vinse anche una medaglia d'argento nel bob a quattro con Wolfgang Zimmerer, Walter Steinbauer e Peter Utzschneider.